# Madagaszkári búbos banka
A madagaszkári búbos banka (Upupa epops marginata) a madarak osztályán belül a szarvascsőrűmadár-alakúak (Bucerotiformes) rendjében a bankafélék (Upupidae) családjának Upupa nemébe tartozó búbos banka egyik alfaja.

## Rendszerezése
A madagaszkári búbos bankát a Természetvédelmi Világszövetség külön fajként tartja nyilván, Upupa marginata néven, noha a jelenlegi ornitológiai konszenzus szerint csak alfaji szintű rendszertani elkülönítése indokolt.

## Elterjedése
Madagaszkár szigetén honos.